# Charadrodromia syletor
Charadrodromia syletor är en tvåvingeart som beskrevs av Axel Leonard Melander 1927. Charadrodromia syletor ingår i släktet Charadrodromia och familjen puckeldansflugor.
Artens utbredningsområde är Washington. Inga underarter finns listade i Catalogue of Life.